# Liste des ministres haïtiens des Cultes
Cette page dresse la liste des ministres haïtiens des Cultes.

## Liste
- 4 avril 1843 – 7 janvier 1844: Jean-Auguste Voltaire
- 7 janvier 1844 – 18 février 1845: Honoré Féry
- 18 février 1845 – 2 mars 1846: Beaubrun Ardouin
- 2 mars 1846 – 27 juillet 1847: Alphonse Larochel
- 27 juillet 1847 – 30 septembre 1847: Joseph François
- 30 septembre 1847 – 9 avril 1848: Damien Delva
- 9 avril 1848 – 14 février 1851: Jean-Baptiste Francisque, duc de Limbé
- 14 février 1851 – 15 janvier 1859: Lysius Salomon, duc de Saint-Louis-du-Sud
- 17 janvier 1859 – 24 mars 1859: Jean-François Acloque
- 24 mars 1859 – 10 août 1861: Elie Dubois
- 10 août 1861 - 6 janvier 1866: Valmé Lizaire
- 6 janvier 1866 – 2 avril 1866: Jean-Baptiste Damier
- 2 avril 1866 – 7 mars 1867: Thomas Madiou
- 7 mars 1867 – 13 mars 1867: Septimus Rameau
- 8 mai 1867 – 21 juillet 1867: Linstant de Pradines
- 21 juillet 1867 – 10 février 1868: Demesvar Delorme
- 10 février 1868 – 20 mai 1868: Numa Rigaud
- 20 mai 1868 – 3 août 1868: Alexandre Florent
- 3 août 1868 – 19 février 1869: Hilaire Jean-Pierre
- 19 février 1869 – 9 septembre 1869: Lamy Duval
- 9 septembre 1969 – 29 décembre 1969: Dasny Labonté
- 29 décembre 1869 – 23 mars 1870: Sauveur Faubert
- 23 mars 1870 – 7 mai 1870: Saint-Ilmond Blot
- 7 mai 1870 – 27 avril 1871: Benomy Lallemand
- 27 avril 1871 – 29 juin 1871: Thomas Madiou (2e fois)
- 29 juin 1871 – 2 janvier 1872: Désilus Lamour
- 2 janvier 1872 – 15 juin 1874: Octavius Rameau
- 15 juin 1874 – 15 avril 1876: Thomas Madiou (3e fois)
- 24 avril 1876 – 20 juillet 1876: Thimogène Lafontant
- 20 juillet 1876 – 25 novembre 1876: Sauveur Faubert
- 25 novembre 1876 – 1er septembre 1878: Dalbémar Jean-Joseph
- 1er septembre 1878 - 1er septembre 1879: Charles Archin
- 1er septembre 1879 – 3 octobre 1879: Adelson Douyon
- 3 octobre 1879 – 3 novembre 1879: Numa Rigaud (2e fois)
- 3 novembre 1879 – 23 janvier 1880: Thimogène Lafontant (2e fois)
- 23 janvier 1880 – 26 août 1881: Charles Archin (2e fois)
- 26 août 1881 – 31 décembre 1881: François Denys Légitime (a. i.)
- 31 décembre 1881 – 20 août 1883: Thomas Madiou (4e fois)
- 20 août 1883 – 14 mars 1884: Ovide Cameau
- 14 mars 1884 – 16 février 1886: Innocent Michel Pierre
- 16 février 1886 - 9 juillet 1886: Lélio Dominique
- 9 juillet 1886 – 15 mai 1887: Hugon Lechaud
- 15 mai 1887 – 10 août 1888: Brutus Saint-Victor
- 1er septembre 1888 – 16 octobre 1888: François Denys Légitime
- 16 octobre 1888 – 19 décembre 1888: Alix Rossignol
- 19 décembre 1888 – 20 juin 1889: Eugène Margron
- 20 juin 1889 – 22 août 1889: Maximilien Laforest
- 22 août 1889 – 29 octobre 1889: Anténor Firmin
- 29 octobre 1889 – 18 février 1890: Léger Cauvin
- 18 février 1890 – 12 août 1890: Hugon Lechaud
- 12 août 1890 – 1er juillet 1891:  Duverneau Trouillot
- 1er juillet 1891 – 19 août 1891: Dantès Rameau
- 19 août 1891 – 11 août 1892: MacDonald Apollon
- 11 août 1891 – 7 octobre 1892: Edmond Lespinasse (a. i.)
- 7 octobre 1892 – 27 décembre 1894: MacDonald Apollon (2e fois)
- 27 décembre 1894 – 6 avril 1896: Thimoclès Labidou
- 6 avril 1896 – 17 décembre 1896: Jean-Joseph Chancy
- 17 décembre 1896 – 26 juillet 1897: Solon Ménos
- 26 juillet 1897 – 13 décembre 1897: Aurélus Dyer
- 13 décembre 1897 – 12 mai 1902: Brutus Saint-Victor
- 20 mai 1902 – 22 décembre 1902: Lalanne
- 22 décembre 1902 – 4 avril 1903: Cadet Jérémie
- 4 avril 1903 – 4 janvier 1905: J. J. F. Magny
- 4 janvier 1905 – 20 juillet 1905: Emile Deslandes
- 20 juillet 1905 – 21 mai 1906: Thrasybule Laleau
- 21 mai 1906 – 17 février 1907: Horace Pauléus Sannon
- 14 mars 1908 – 30 novembre 1908: Louis Borno
- 8 décembre 1908 – 19 décembre 1908: Murat Claude
- 19 décembre 1908 – 14 juillet 1909: J. J. F. Magny (2e fois)
- 14 juillet 1909 – 20 juillet 1911: Jean-Chrysostome Arteaud
- 20 juillet 1911 – 4 août 1911: Furcy Châtelain
- 4 août 1911 – 16 août 1911: John Laroche
- 16 août 1911 – 4 mai 1913: Jacques Nicolas Léger
- 17 mai 1913 – 8 février 1914: Etienne Mathon
- 8 février 1814 – 11 novembre 1914: Gaston Dalencour
- 11 novembre 1914 – 27 février 1915: Charles Annoual
- 27 février 1915 – 27 juillet 1915: Tertulien Guilbaud
- 14 août 1915 – 9 mai 1916: Etienne Dornéval
- 9 mai 1916 – 17 avril 1917: Louis Borno (2e fois)
- 17 avril 1917 – 20 juin 1918: Osmin Cham
- 20 juin 1918 – 30 septembre 1918: Ernest Laporte
- 30 septembre 1918 – 19 décembre 1918: Constantin Benoit
- 19 décembre 1918 – 25 janvier 1921: Dantès Louis Bellegarde
- 25 janvier 1921 – 25 avril 1921: Frédéric Doret
- 25 avril 1921 – 15 mai 1522: Fernand Hibbert
- 15 mai 1922 – 27 novembre 1922: Léon Déjean
- 27 novembre 1922 – 27 septembre 1923: Félix Magloire
- 27 septembre 1923 – 20 octobre 1924: Luc Dominique
- 20 octobre 1924 – 17 mars 1926: Léon Déjean (2e fois)
- 17 mars 1926 – 20 avril 1926: Georges Gentil
- 20 avril 1926 – 15 novembre 1926: Edmond Montas
- 15 novembre 1926 – 25 novembre 1929: Camille Léon
- 25 novembre 1929 – 15 mai 1930: Antoine Sansaricq
- 15 mai 1930 – 19 août 1930: Frédéric Bernardin
- 19 août 1930 – 22 novembre 1930: Emmanuel Volel
- 22 novembre 1930 – 18 mai 1931: Horace Pauléus Sannon (2e fois)
- 18 mai 1931 – 15 juillet 1932: Abel Nicolas Léger
- 15 juillet 1932 – 20 septembre 1933: Albert Blanchet
- 20 septembre 1933 – 24 décembre 1934: Léon Laleau
- 24 décembre 1934 – 16 mars 1935: Lucien Hibbert
- 16 mars 1935 – 10 octobre 1936: Yrech Châtelain
- 10 octobre 1936 – 29 novembre 1937: Odilon Charles
- 29 novembre 1937 – 15 septembre 1938: Joseph Nemours Pierre-Louis
- 15 septembre 1938 – 5 janvier 1940: Luc Prophète
- 5 janvier 1940 – 10 octobre 1940: Léon Alfred
- 10 octobre 1940 – 7 avril 1941: Amilcar Duval
- 8 avril 1941 – 15 mai 1941: Christian Latortue
- 15 mai 1941 – 9 juin 1942: Charles Fombrun
- 9 juin 1942 – 21 mai 1943: Serge Défly
- 21 mai 1943 – 11 janvier 1946: Gérard Lescot
- 12 janvier 1946 – 16 août 1946: Antoine Levelt
- 19 août 1946 – 10 avril 1947: Jean Price Mars
- 10 avril 1947 – 26 novembre 1948: Edmée Manigat
- 26 novembre 1948 – 14 octobre 1949: Timoléon C. Brutus
- 14 octobre 1949 – 10 mai 1950: Vilfort Beauvoir
- 10 mai 1950 – 6 décembre 1950: Antoine Levelt (2e fois)
- 6 décembre 1950 – 29 février 1952: Jacques Léger
- 29 février 1952 – 1er avril 1953: Albert Ethéart
- 1er avril 1953 – 6 septembre 1955: Mauclair Zephirin
- 6 septembre 1955 – 14 décembre 1956: Joseph D. Charles
- 14 décembre 1956 – 9 février 1957: Jean Price Mars (2e fois)
- 9 février 1957 – 2 avril 1957: Evremont Carrié
- 6 avril 1957 – 25 mai 1957: Vilfort Beauvoir
- 27 mai 1957 – 14 juin 1957: Ernest Alcindor
- 14 juin 1957 – 22 octobre 1957: Louis Roumain
- 22 octobre 1957 – 17 juin 1958: Vilfort Beauvoir (2e fois)
- 17 juin 1958 – 19 décembre 1959: Louis Mars
- 19 décembre 1959 – 25 octobre 1960: Raymond A. Moyse
- 25 octobre 1960 – 30 mai 1961: Joseph Baguidy
- 30 mai 1961 – 22 avril 1971: René Chalmers
- 22 avril 1971 – 20 mars 1974: Adrien Raymond
- 20 mars 1974 – 3 novembre 1978: Edner Brutus
- 3 novembre 1978 – 13 novembre 1979: Gérard Dorcely
- 13 novembre 1979 – 5 janvier 1981: Georges Salomon
- 5 janvier 1981 – 3 février 1982: Edouard Francisque
- 3 février 1982 – 30 décembre 1985: Jean-Robert Estimé
- 30 décembre 1985 – 7 février 1986: Georges Salomon (2e fois)
- 7 février 1986 – 24 mars 1986: Jacques A. François
- 24 mars 1986 – 5 janvier 1987: Jean-Baptiste Hilaire
- 5 janvier 1987 – 7 février 1988: Hérard Abraham
- 12 février 1988 – 20 juin 1988: Gérard Latortue
- 20 juin 1988 – 18 septembre 1988: Hérard Abraham (2e fois)
- 18 septembre 1988 – 12 mai 1989: Serge Elie Charles
- 12 mai 1989 – 16 mars 1990: Yvon Perrier
- 16 mars 1990 – 24 août 1990: Kesler Clermont
- 24 août 1990 – 27 septembre 1990: Alec Toussaint
- 27 septembre 1990 – 7 février 1991: Paul C. Latortue
- 19 février 1991 – 19 septembre 1991: Marie-Denise Fabien Jean-Louis (f)
- 19 septembre 1991 – 30 septembre 1991: Jean-Robert Sabalat
- 15 octobre 1991 – 16 décembre 1991: Jean-Jacques Honorat
- 16 décembre 1991 – 19 juin 1992: Jean-Robert Simonise
- 19 juin 1992 – 1er septembre 1993: François Benoît
- 1er septembre 1993 – 16 mai 1994: Claudette Werleigh (f)
- 16 mai 1994 – 8 novembre 1994: Charles Anthony David
- 8 novembre 1994 – 7 novembre 1995: Claudette Werleigh (f) (2e fois)
- 7 novembre 1995 – 2 mars 2001: Fritz Longchamp
- 2 mars 2001 – 29 février 2004: Philippe Antonio Joseph
- 17 mars 2004 – 28 janvier 2005: Yvon Siméon
- 28 janvier 2005 – 9 juin 2006: Hérard Abraham (3e fois)
- 9 juin 2006 – 5 septembre 2008: Rénald Clérismé
- 5 septembre 2008 – novembre 2009: Alrich Nicolas
- novembre 2009 – 24 octobre 2011: Marie Michèle Rey (f)
- 24 octobre 2011 - 6 août 2012: Laurent Lamothe
- 6 août 2012 - 2 avril 2014: Pierre-Richard Casimir
- 2 avril 2014 - 27 avril 2015: Duly Brutus
- 27 avril 2015 - 23 mars 2016: Lener Renaud
- 23 mars 2016 - 13 mars 2017: Pierrot Delienne
- 13 mars 2017 - 17 septembre 2018 : Antonio Rodrigue
- 17 septembre 2018 - 5 mars 2020 : Bocchit Edmond
- 5 mars 2020 - 24 novembre 2021 : Claude Joseph
- Depuis 25 novembre 2021 : Jean Victor Geneus